# خفاش میوه‌خوار بینی‌لوله‌ای اژدها
خفاش میوه‌خوار بینی‌لوله‌ای اژدها (نام علمی: Nyctimene draconilla) نام یک گونه از سرده خفاش‌های میوه‌خوار بینی‌لوله‌ای است.